# Anomis madida
Anomis madida är en fjärilsart som beskrevs av Pierre E.L. Viette 1958. Anomis madida ingår i släktet Anomis och familjen nattflyn. Inga underarter finns listade i Catalogue of Life.